# Brodské
Brodské je naseljeno mjesto u okrugu Skalica u Trnavskom kraju u Slovačkoj. Nalazi se u regiji Záhorie kod rijeke Morave.

## Stanovništvo
| Godina:     | 1993. | 2003.   | 2013.   | 2023.   |
| ----------- | ----- | ------- | ------- | ------- |
| Broj ljudi: | 2416  | 2362    | 2349    | 2257    |
| Razlika:    |       | -2,23 % | -0,55 % | -3,91 % |

| Godina:     | 2022. | 2023.   |
| ----------- | ----- | ------- |
| Broj ljudi: | 2284  | 2257    |
| Razlika:    |       | -1,18 % |

Prema podacima o broju stanovnika iz 2023. godine naselje je imalo 2257 stanovnika.

## Vanjske poveznice
|  | Zajednički poslužitelj ima još gradiva o temi Brodské |

- Službena stranica naselja (sl.)